# Guido Corni
Guido Corni (Stradella, 25 agosto 1883 – Genova, 28 febbraio 1946) è stato un imprenditore italiano.
Figlio di Fermo Corni, imprenditore modenese del settore meccanico, fu deputato al Parlamento del Regno d'Italia, governatore della Somalia e alla morte del padre nel 1934 presidente del Consiglio di Amministrazione delle Scuole Corni.

## Biografia
Guido Tommaso Giuseppe Corni nacque il 25 agosto 1883 a Stradella dove, in quel periodo, il padre Fermo si era trasferito da Modena con la famiglia per ragioni di lavoro. Fin da ragazzo ebbe l'opportunità di compiere numerosi viaggi all'estero e imparare diverse lingue tra cui l'arabo. Seguì corsi di economia a Neuchâtel per poi laurearsi in chimica industriale all'Università di Losanna, dove perfezionò anche le sue conoscenze di tedesco e francese.
La sua dedizione allo studio e la sua ambizione gli fecero conseguire anche una seconda laurea, questa volta in giurisprudenza, e a 24 anni nel 1907 affiancò il padre nell'attività imprenditoriale per la nascita della Fabbrica Modenese Utensileria e Ferramenta Corni Bassani & C. a Modena.
Fin da giovane dimostrò una propensione per la meccanica, che lo portò ad anticipare di alcuni anni i pionieri dei motori, da Ferrari a Maserati. 
Appassionato di motori e di voli, progettò già nel 1909 un prototipo di velivolo che chiamò ABC dalle iniziali di Anzani (produttore del motore), Bassoli (finanziatore) e Corni (ideatore). L'aereo fu costruito nell'officina Gatti nei pressi di Largo Garibaldi a Modena, officina che nel 1929 sarebbe divenuta la Officina Scuderia di Enzo Ferrari.
Nel marzo 1911, all'epoca in cui Giovanni Giolitti dichiarò guerra alla Turchia, seguì le truppe italiane come osservatore ed esploratore delle nuove terre in Libia e in Tripolitania realizzò una lunga ricognizione tecnica per valutare le effettive possibilità economiche della colonia. 
Dal dicembre 1923 al giugno 1927 fu il federale fascista di Modena, poi grazie alle sue esperienze esplorative e l'ampio bagaglio delle sue conoscenze scientifiche e linguistiche giocarono un ruolo importante per la sua elezione a Governatore della Somalia nel 1928. Va sottolineato che per tutto il periodo fascista, mentre tutti gli altri governatori erano di estrazione militare, Guido Corni rimase l'unico civile al quale venne conferito tale incarico.
Nel corso della sua vita continuò a occupare cariche prestigiose a livello comunale e nazionale in ambito economico-culturale 
(fu infatti nominato diverse volte presidente della Camera di Commercio italo-coloniale).
A 63 anni, il 1º marzo 1946, Guido Corni moriva al Lido d'Albano dove si stava curando.